# تپه بردبال ۱
تپه بردبال ۱ مربوط به مفرغ است و در شهرستان ایلام، بخش مرکزی، روستای چنارباشی واقع شده و این اثر در تاریخ ۱۵ دی ۱۳۸۷ با شمارهٔ ثبت ۲۴۲۹۰ به‌عنوان یکی از آثار ملی ایران به ثبت رسیده است.